# バリー・イップ
葉文輝（バリー・イップ、簡体字: 叶 文辉, 拼音: Yè Wénhuī。1977年6月5日 - ）は、香港生まれのラジオ番組パーソナリティー、歌手である。愛称は啤梨（ベリー）。香港演芸学院ダンス科卒業。スターJ&スナッズ・エンターテインメント・グループ所属。

## 人物・経歴
- 1995年、香港ケーブルテレビYMC（＝Youth Music Channel、青年音楽チャンネル）の全能VJコンテストに参加し、それがきっかけでYMC番組の司会者になる。その後、メトロラジオに加入。
- 2006年8月、香港エリザベス体育館で初めて個人ライブを行った。
- 香港メトロテレビ慈善カラオケマラソンにも積極的に参加し、80時間連続歌唱のギネス記録を持っている。

## 出演作品

### ラジオ
- 卡拉O!Face（メトロラジオ）
- 流行直播室（メトロラジオ）
- 啤梨士多（メトロラジオ）

以下は、過去に出演していたラジオ番組
- 交通報導（メトロラジオ）
- 青椒倶楽部（メトロラジオ）
- 麻辣天國（メトロラジオ）
- 是啤Show（メトロラジオ）
- 我芝訂（メトロラジオ）
- 歓楽深宵（メトロラジオ）
- 卡拉O！BABE（メトロラジオ）
- 卡拉O！BABE 周末唱遊（メトロラジオ）
- 聯Fan Bar Code（メトロラジオ）
- 啤梨士多直播 No Delay（メトロラジオ）

### ラジオドラマ
- 那年那班（メトロラジオ）
- IT情人（メトロラジオ）
- ONLINE上的恋人（メトロラジオ）
- 都市下一站（メトロラジオ）
- F4流星愛語（メトロラジオ）
- 我是咖啡你是茶（メトロラジオ）
- 仲夏日之旅（メトロラジオ）
- 十二楼怪猫（メトロラジオ）
- A4生活劇之TEEN時暑熱（メトロラジオ）
- 深宵聖誕（メトロラジオ）
- 九個女仔一隻鬼（メトロラジオ）
- 終於我鍾意（メトロラジオ）
- 都市情色之情人知己（メトロラジオ）
- 恋愛星空4+4（メトロラジオ）
- 星期一開始愛（メトロラジオ）
- 愛上女生宿舍（メトロラジオ）
- 随碟附送愛人一個（メトロラジオ）
- 請勿在黄線等候（香港ラジオテレビのTEEN POWER）
- 頭文字D（メトロラジオ）
- 単恋日記（メトロラジオ）
- 分享情‧活出愛広播劇系列2008之錯走半世紀（メトロラジオ）
- 海盜啤之我係啤盜王（メトロラジオ）
- 海盜啤之黒暗篇（メトロラジオ）
- 海盜啤之香港國際機場十周年呈献飛躍十年（メトロラジオ）

### テレビ

#### 過去に出演していたテレビ番組
- 青年人民大會（香港ケーブルテレビYMCチャンネル）
- YMC人 We Wet Web（香港ケーブルテレビYMCチャンネル）
- Sunday學會（香港ケーブルテレビYMCチャンネル）
- Pop Barry（香港ケーブルテレビYMCチャンネル）
- 2002-2003ジェイド・ソリッド・ゴールド（TVB）
- 百法百眾（ゲスト）（TVB）
- 亮相 特別版（ゲスト）（TVB）
- 名人飯堂（ゲスト）（TVB）
- 世貿會議全接觸（5話）

### 舞台
- 997舞台劇：拾夢新城

### 映画
- 甜美生活
- 黒俠（声の出演）

### ウェブドラマ
- 遊戯展的恋們

### ウェブ番組の司会
- MSN - 名人聊天室

## 広告
- ピザハット、M&M'sチョコレート
- 政府プロモーションビデオ、カメレオン・スプレーイペイント
- 非常三国オンライン・ゲーム（主題歌である「煽火點風」を歌った）
- 味千ラーメン
- 麺軒
- Three

## 音楽作品
特に記述がない限りは、広東語の楽曲。中国語は中国語の共通語の楽曲。

### アルバムとEP
- 2002年8月17日 - I Believe（AVEP）
- 2003年5月27日 - My Memory（アルバム）
- 2004年3月25日 - 私家歌（新曲＆精選）
- 2005年1月12日 - Transformation（アルバム）
- 2006年9月7日 - Invisible（EP）
- 2008年8月26日 - Bear Label童謡アルバム Kids' Songs Vol.1
- 2008年12月22日 - 海盜啤Sound Track

### 歌曲提供
- I Believe
- 口不対心
- 好心分手（ソロ版）
- 好心分手（シャーメイン・フォンとデュエット）
- 好學
- 小心意（ヒンス・チャンとデュエット）
- 没有你 沒有我
- 十日談
- 温柔香
- 月亮河
- 願望可細訴
- 別再打聴
- 夜半歌声
- 両個只能愛一個
- My Memory
- 一邊愛（エンディ・チョウとデュエット）（作詞）
- 恋愛時光機（中国語）
- 煽火點風（非常三国オンライン・ゲーム主題歌）
- 方寸大乱（小雪とデュエット）＊日本の小雪ではなく、同姓同名の香港歌手。
- 私家歌
- 口琴（ハーモニカ）
- 老友記（featuring Mohamed Drissi）
- 老友記 Bush Pear Mix（featuring Mohamed Drissi）
- 礼物
- 試用期満
- 愛情倒轉（中国語）（featuring Invisible Man）
- 天堂車站（口琴の中国語カバー）
- 生生不息
- 玻璃鞋（中国語）（featuring Mohamed Drissi）
- 心礼（礼物の中国語カバー）
- 幻想過期（中国語）
- 只有我是最愛你（張継聰とデュエット）（作詞）
- 洛奇
- 沒有童話
- 颱風
- 原始
- 如果愛過（中国語）（作曲：バリー・イップ、馮翰銘）
- 激嬲你（張継聰とデュエット）（作詞）
- 愛自欺（作詞、作曲）
- Life Goes On（ラジオドラマ『分享情活出愛2008』主題歌）（林柏希、マギー、胡凱澄と合唱）
- 十年一會（ラジオドラマ『海盜啤之香港國際機場十周年呈献飛躍十年』主題歌）（ジェイド・クァンとデュエット）（作曲）
- 我們的校歌（作曲）（スナッズ・エンターテインメント・グループ傘下のBEAR LABEL初の童謡アルバム「KIDS SONG VOL . 1」を収録）
- 義出必行（タット・ディック、裕美、パーシー・ファン、ザック・カオ、劉家麗、エンジェル・ホーと共に合唱）（スナッズ・エンターテインメント・グループ傘下のBEAR LABEL初の童謡アルバム「KIDS SONG VOL . 1」を収録）
- 怪在聖誕（featuring.海盜啤）（「聖誕海盜啤SoundTrack」を収録）（作詞）

### 参加したコンサートやライブ
- アンディ・ラウコンサート（1994年）ダンサー
- 正東五週年接力演唱会
- 苗圃一紙助苗愛相信葉文輝演唱会（2006年8月16日、17日）
- 10x10我至愛演唱会（2006年10月10日）
- Backstage Mini Live（2008年5月10日）
- 新城08熱捧新星Show（2008年11月29日）

## その他

### CMソング提供
- 非常三国オンライン・ゲーム - 煽火點風
- 草姬 - 陪著你走

### 出演したミュージックビデオ
- 比誰更精彩 - 何美玲
- 大城大事 - ミリアム・ヨン
- 厨師推介 - レネイ・ダイ
- 男人心事 - ナタリス・チャン

## 関連書籍
- 恋愛号
- 単恋日記
- 海盜啤
- BLOG不住的愛情（原作。陳小芝との共著）
- 海盜啤‧激鬥篇（2008年ブックフェアリリース）